# Settori della Guinea-Bissau

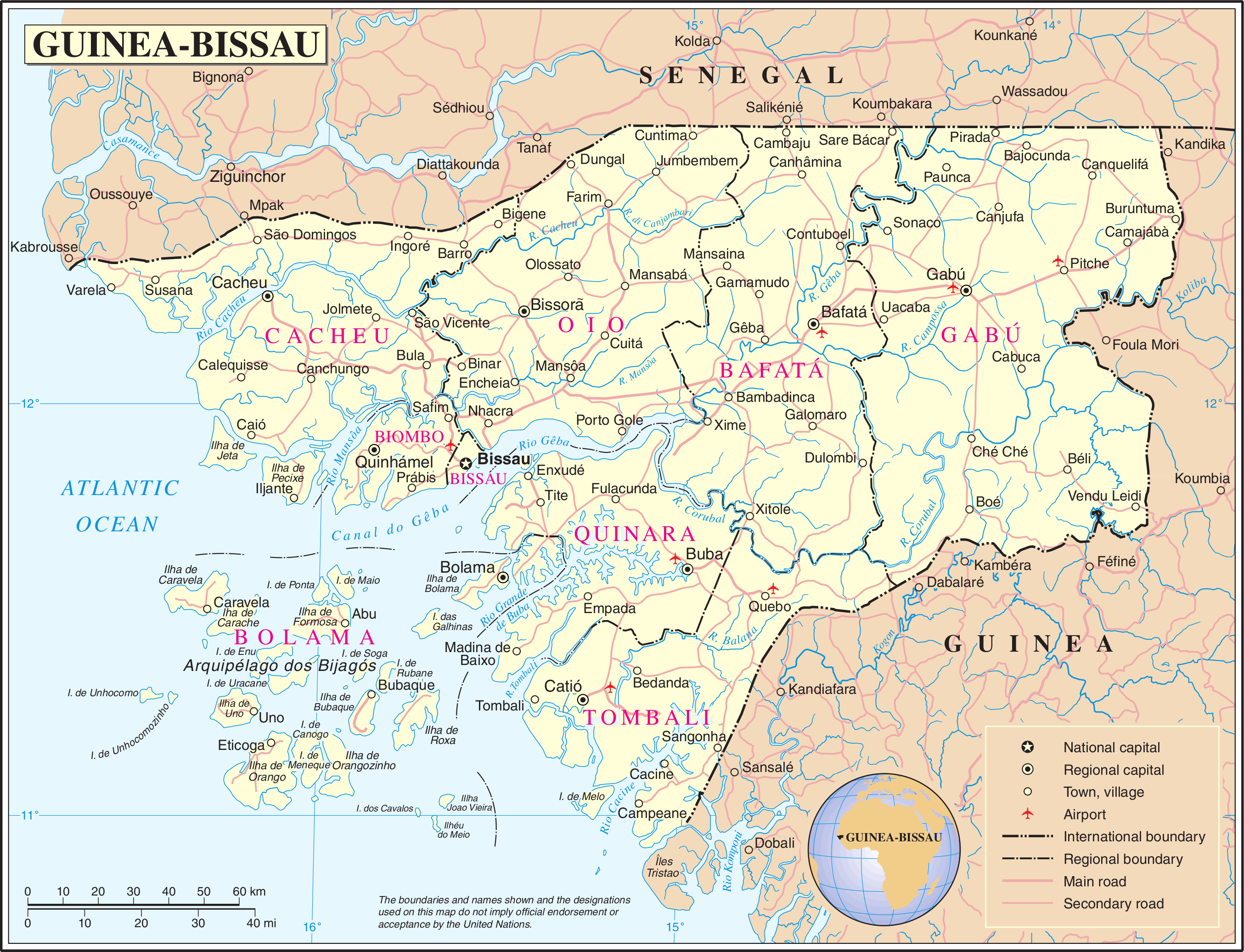
Mappa della Guinea-Bissau

I settori della Guinea-Bissau sono la suddivisione territoriale di secondo livello del Paese, dopo le regioni, e sono pari a 39.

## Lista
Regione di Bafatá
- Bafatá
- Bambadinca
- Contuboel
- Galomaro
- Gamamudo
- Sonaco
- Xitole

Regione di Biombo
- Prabis
- Quinhamel
- Safim

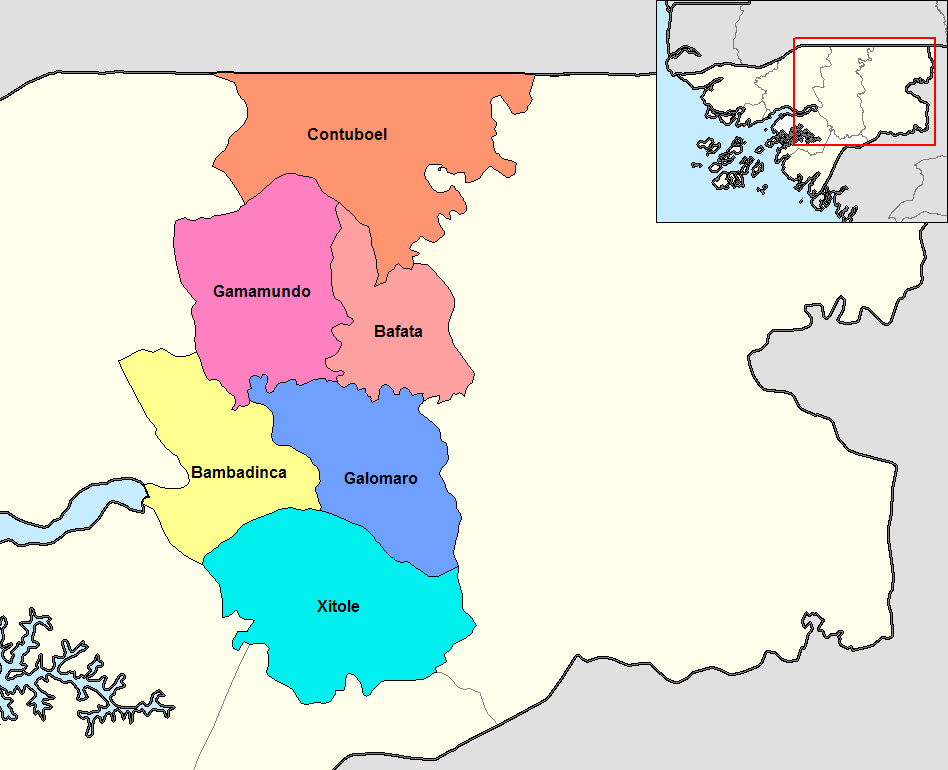
Settori della regione di Bafatá

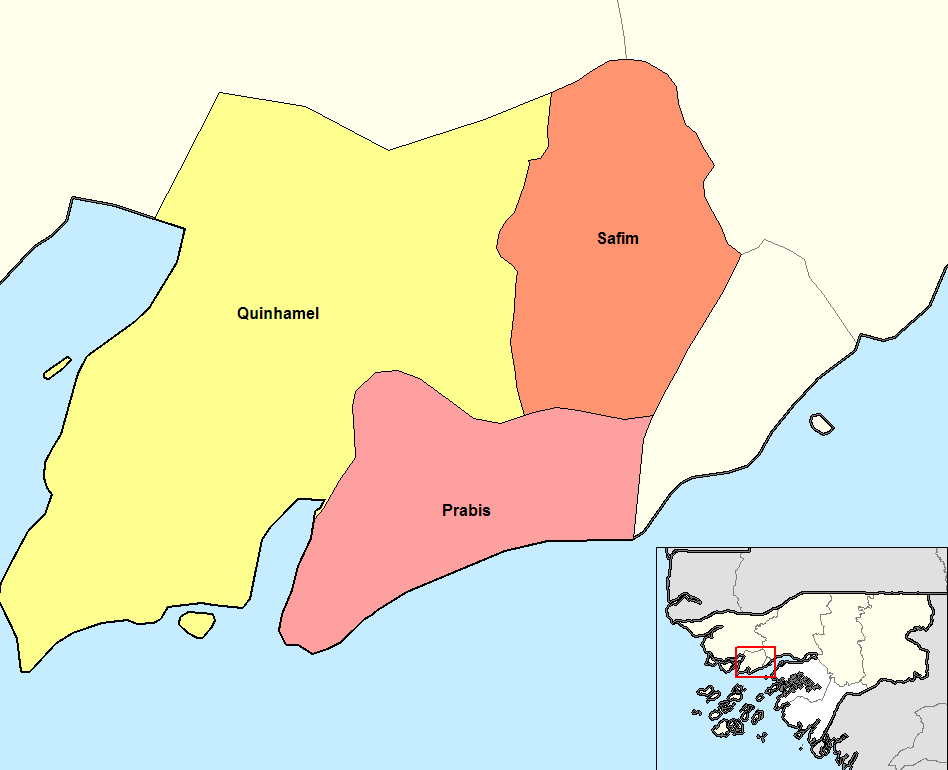
Settori della regione di Biombo

Regione di Bissau (settore autonomo)

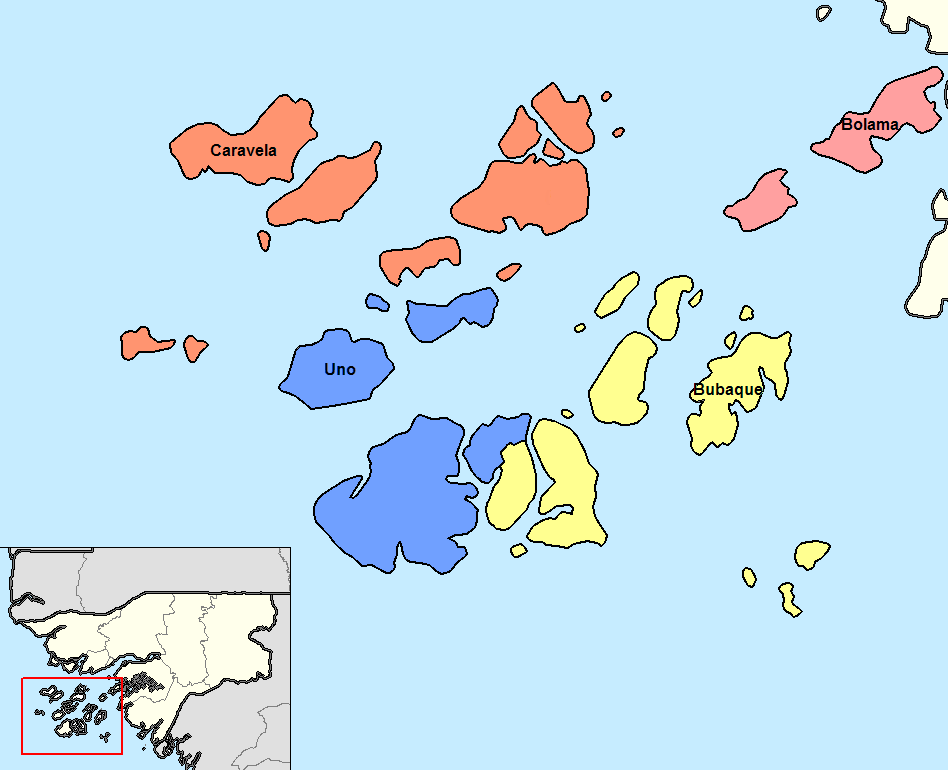
Settori della regione di Bolama

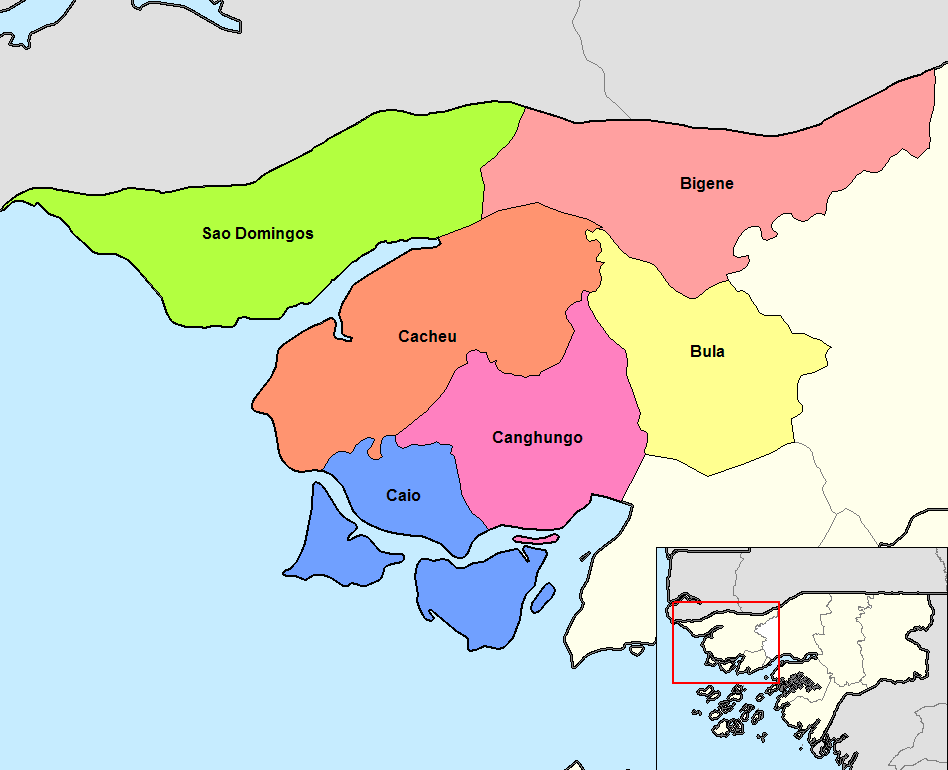
Settori della regione di Cacheu

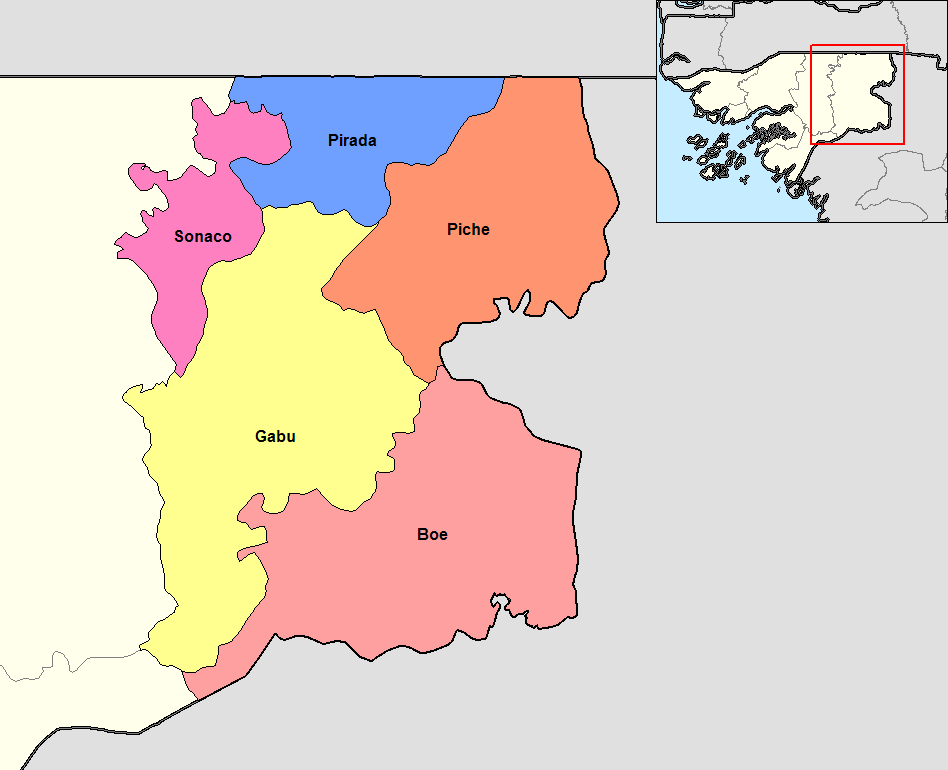
Settori della regione di Gabú

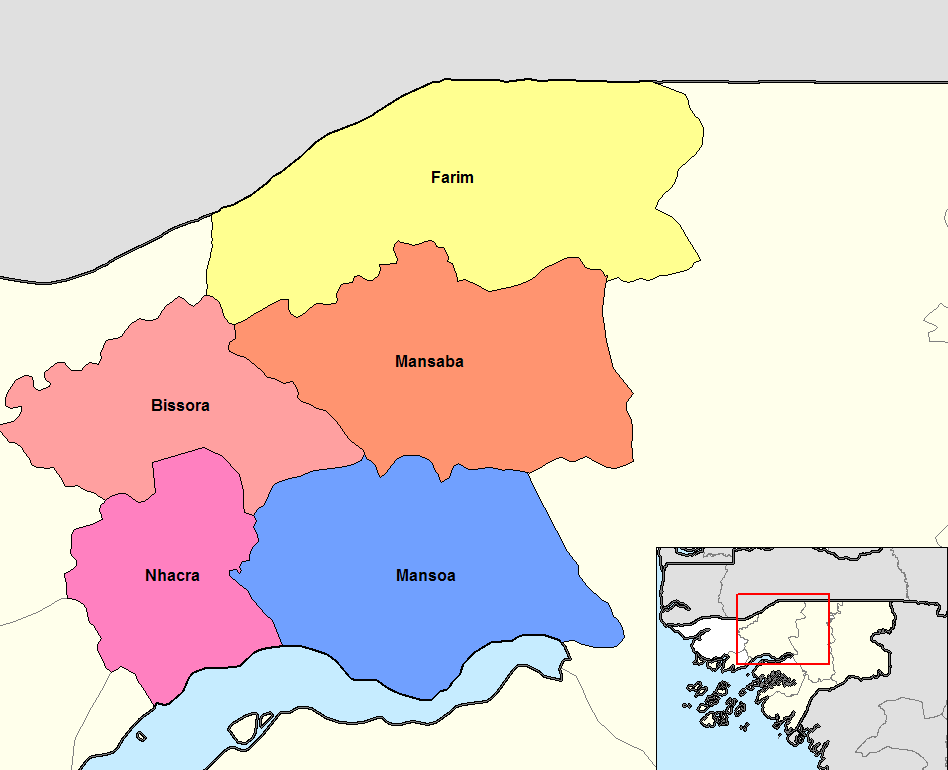
Settori della regione di Oio

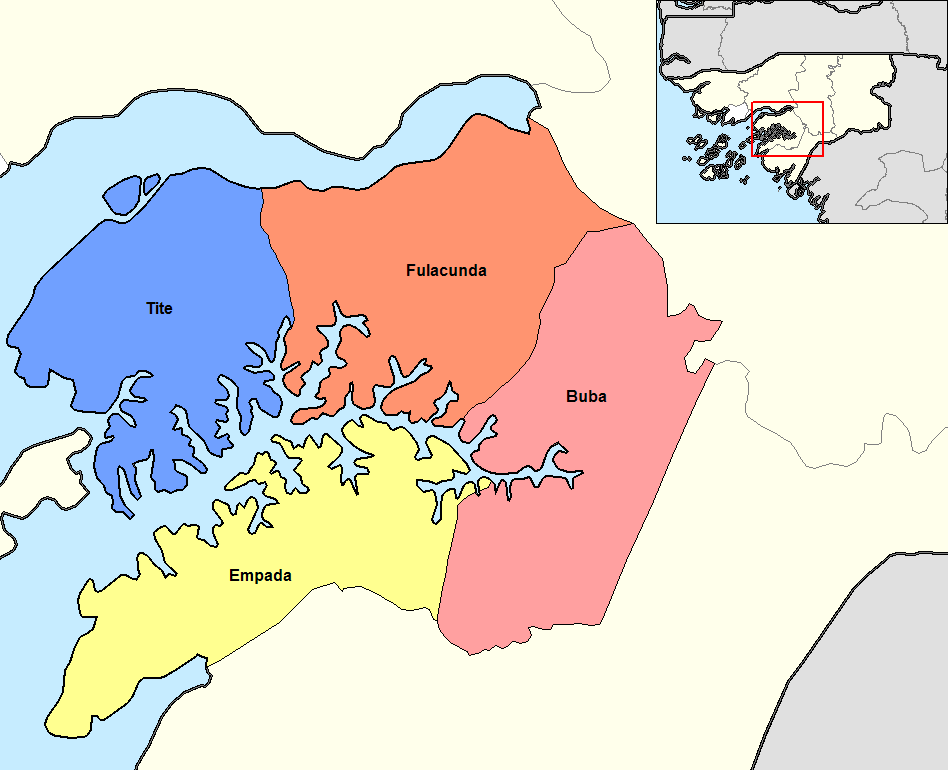
Settori della regione di Quinara

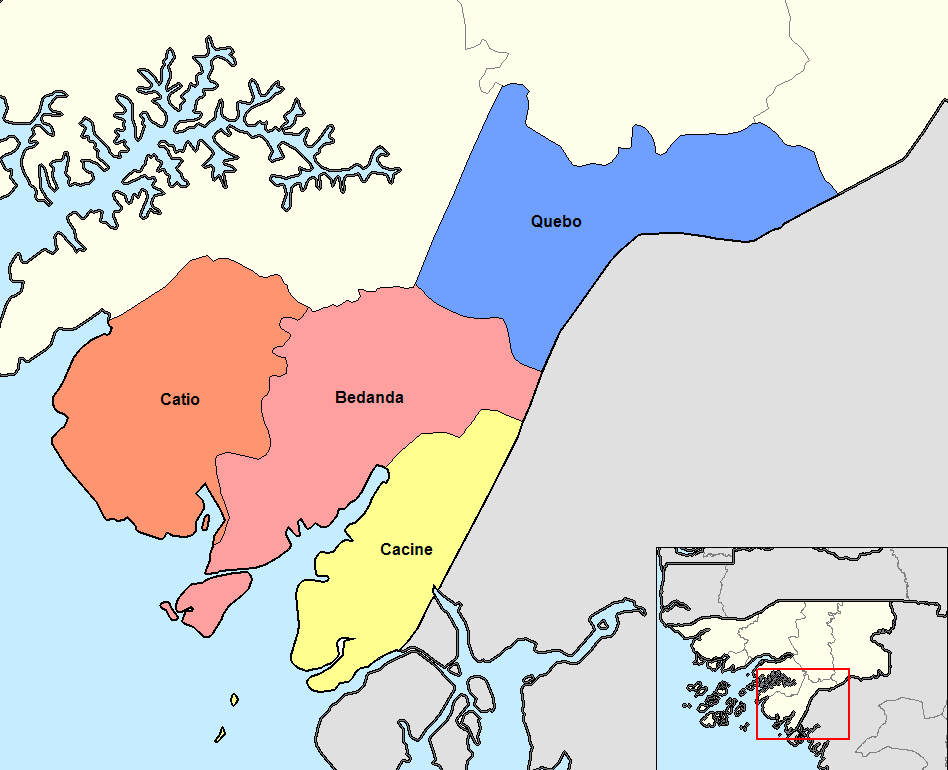
Settori della regione di Tombali

- Bissau

Regione di Bolama
- Bolama
- Bubaque
- Caravela

Regione di Cacheu
- Bigene
- Bula
- Cacheu
- Caió
- Canghungo
- São Domingos

Regione di Gabú
- Boé
- Gabú
- Pitche
- Pirada
- Sonaco

Regione di Oio
- Bissorã
- Farim
- Mansabá
- Mansôa
- Nhacra

Regione di Quinara
- Buba
- Empada
- Fulacunda
- Tite

Regione di Tombali
- Bedanda
- Cacine
- Catió
- Quebo